# Disminución (música)
Disminución en música es un término utilizado para diferentes fines en el contexto de un intervalo, escala, acorde o nota.

## Disminución de intervalos
Un intervalo presenta una disminución si un intervalo menor o perfecto es reducido por un tono cromático. De esta forma, un tritono, por ejemplo representa un semitono cromático disminuido de una quinta justa. Un intervalo de séptima disminuida es sinónimo sonoro de un intervalo de sexta mayor, suenan igual aunque la nota se llame distinta: la séptima disminuida de Do es Sibb y la sexta mayor es La. Sibb y La son notas "enarmónicas", concepto para referirse a notas que suenan igual pero que se llaman distinto. Los intervalos o acordes disminuidos se emplean frecuentemente en jazz, pero no tanto, debido a que generan una tensión de mucho color, por lo que en general los músicos no saturan con ella. Programa èxit 2017

## Escala disminuida
Un ejemplo de escala disminuida sería:
- LA dim : La Si Do Re Mib Fa Fa# Sol# La

Son fáciles de construir: simplemente se comienza en la nota deseada, y desde allí se agrega en forma alternada un tono y un semitono, hasta completar la escala. 
| Raíz | Tono | Semi | Tono | Semi | Tono | Semi | Tono | Semi |
| ---- | ---- | ---- | ---- | ---- | ---- | ---- | ---- | ---- |
| La   | Si   | Do   | Re   | Mib  | Fa   | Solb | Lab  | La   |

## Acordes disminuidos
A partir de una escala disminuida se pueden formar tríadas disminuidas utilizando la, do y mi bemol (raíz, tercera menor, quinta disminuida). 
En un acorde de séptima disminuida se tienen 4 notas cada una de las cuales forma una tercera disminuida, lo que lleva a un mínimo de transposición .En última instancia sólo existen tres acordes de séptima disminuida diferentes: (ejemplo: DoDim7 contiene las notas Do, Mib, Solb, La , igual que los acordes de séptima disminuida con raíces Mib, Solb y La )
En la mayoría de las partituras DoDim o Do° refiere a un acorde de séptima disminuida (acorde de cuatro notas) con raíz Do, mientras que Dom-5 o Domb5 representa una tríada disminuida de raíz Do. Sin embargo, en algunos libros modernos de jazz y alguna teoría musical Dodim o Do° representa una tríada disminuida, y Dodim7 o Do°7 denota un acorde se séptima disminuida.

## Disminución aplicada a las notas
En este contexto refiere a la disminución de la duración de las figuras, procedimiento utilizado en música clásica, que se indica con la expresión «Alla breve». Así por ejemplo una melodía formada por corcheas se medirá e interpretará como si fueran semicorcheas, o -dicho de otro modo- un tiempo de 4/4 se interpretará como 2/2. Esta técnica era común en el contrapunto y el canon.

## Disminución en la música antigua
En la música barroca y del Renacimiento, el término disminución se aplica a un estilo de ornamentación, que implica también el «completamiento» o improvisación al momento de interpretar una partitura, concebida en aquella época como una guía y no una representación exacta de la música.
En este caso la disminución implica la división de una figura en varias de menor duración, que en conjunto respetan la duración original.